# Douglas Petrie
Pour les articles homonymes, voir Petrie.
Douglas Petrie est un producteur, réalisateur et scénariste américain

## Biographie
Il est connu essentiellement en tant que scénariste et réalisateur de la série télévisée Buffy contre les vampires, dont il a également fait partie de l'équipe de production à partir de la 4e saison et jusqu'à l'arrêt de la série (2000-2003).
Il a ensuite participé à la production des séries Tru Calling (2003-2004), Les Experts (2006-2008), Pushing Daisies (2008-2009) et American Horror Story (2013-2014).
En 2015, il retrouve son ancien collègue Steven S. DeKnight pour la production de la série Daredevil et lui succède au poste de showrunner pour la 2e saison.

## Filmographie

### Réalisateur
- 2001 à 2003 : Buffy contre les vampires, 3 épisodes : La Tête sous l'eau, La roue tourne et Retour aux sources
- 2005 : Les 4400 (saison 2, épisode 10)

### Scénariste
- 1992 : Les Razmoket (saison 2, épisode 11)
- 1996 : Harriet la petite espionne
- 1998 - 2003 : Buffy contre les vampires, 17 épisodes : Révélations, El Eliminati, Trahison, Intrigues en sous-sol, Une revenante, partie 1, Facteur Yoko, Sœurs ennemies, La Faille, L'Inspection (en collaboration), Sans espoir, La Tête sous l'eau (en collaboration), La roue tourne, Toute la peine du monde, partie 1, Démons intérieurs, L'Aube du dernier jour (en collaboration), Retour aux sources et La Fin des temps, partie 1 (en collaboration)
- 1999 et 2000 : Angel, 2 épisodes : La Pierre d'Amarra et L'Épreuve (en collaboration)
- 2003 et 2004 : Tru Calling, 2 épisodes
- 2005 : Les 4400, 2 épisodes
- 2006 - 2008 : Les Experts, 6 épisodes
- 2007 : Batman, 2 épisodes
- 2008 : Pushing Daisies (saison 2, épisode 8)
- 2011 : Charlie's Angels, 2 épisodes
- 2013-2014 : American Horror Story (saison 3, épisodes 6 et 13)
- 2015 : Daredevil (3 épisodes)
- depuis 2021 : The Nevers